# Zatracený hlupec Johnson
Zatracený hlupec Johnson, v originále Bloody Stupid Johnson, občanským jménem Bergholt Stuttley Johnson, je fiktivní zahradní architekt a vynálezce z románové série Úžasná Zeměplocha od Terryho Pratchetta. V románech přímo nevyskytuje, je pouze zmiňován jako postava dávno mrtvá (žije pravděpodobně někdy v období, kdy se odehrává román Noční hlídka). Je proslulý svojí neschopností (nejde o neschopnost v pravém slova smyslu, Johnson byl vlastně „obráceným géniem“, určitým protipólem Leonarda da Quirm), zejména tím, že při navrhování svých staveb ignoroval základní zákonitosti matematiky (například některé jeho stavby jsou jen několik centimetrů velké, naproti tomu v jím navrhovaném čajovém servisu bydlí několik rodin).

## Dílo
- Zahrady Patricijského paláce (např. při projektování úlu počítal s třímetrovou velikostí včel).
- Kolos morporský (obrovská socha, nošená v krabičce od sirek, takových soch vytvořil velké množství).
- Třídička pošty v Budově Ankh-morporské pošty (v tomto stroji se pokusil vytvořit kruh, u kterého se π rovná třem, což mělo za následek narušení kontinua časoprostoru a několik drobnějších závad podobného druhu).
- Arcikancléřská koupelna v budově Neviditelné univerzity (po prvním použití zazděna, jednou použita arcikancléřem Výsměškem a znovu zazděna).
- Varhany. Zatracený hlupec Johnson vytvořil několik varhan, mimo jiné varhany v budově Opery a Neviditelné univerzity.
- Šarlatánův půlměsíc (Stojící u Třídě zeleně v Ankh-Morporku) je zvenčí obyčejný terasovitý pozemek v jehož vzdálenější části stojí půlkruhová budova v dobovém stylu, postavená z medově zabarveného kamene. Zevnitř je to pak zmatek vytvořený jeho neobyčejně originálním přístupem ke geometrii. Mimo jiné hlavní dveře č. 1 se otvíraly do zadní ložnice č. 15, okno č. 3 v přízemí odhalovalo pohled do kraje odpovídající pohledu z okna č. 9 ve druhém patře a kouř z krbu č. 2 v pravém křídle unikal komínem č. 19 v křídle levém.